# Theronia hilaris
Theronia hilaris là một loài tò vò trong họ Ichneumonidae.